# SUMMERDELICS
『SUMMERDELICS』（サマーデリックス）は、GLAYのメジャー14枚目のオリジナルアルバム。2017年7月12日にポニーキャニオンから発売。

## 解説
オリジナルアルバムとしては、前作『MUSIC LIFE』以来、約2年8か月ぶりの発売となる。
今回は「夏」がテーマであり、「冬」のイメージが強い彼らにとってはアルバム単位では初の試みでもある。また、収録曲に関しても、メンバー全員が作詞・作曲に携わっている。
ジャケット写真は、2017年春にコンサートツアーで訪れた北海道釧路市の公園で撮影されたもので、太陽光のハロ現象は合成やCGではなく、偶然に撮影できたものである。
販売形態は、CDのみ、2015年に開催されたライブ『Single Track Only Live＠函館アリーナ』をDVD2枚に収録したCD+2DVD盤、そして前述のライブをブルーレイ1枚と、ライブCDとして16曲を収録したものに加え、「HIGHCOMMUNICATIONS TOUR」の2016年（ロームシアター京都・下北文化会館）と2017年（足利市民会館）に行われた公演を収録したライブCD3枚、更に2007年から2017年までに発売されたシングル・アルバム曲のミュージックビデオを収録したクリップ集『VIDEO GLAY 7』、『GLAY Documentary』をそれぞれブルーレイ化し、グッズなども付属した5CD+3Blu-ray+グッズ盤の3パターン。なお、3つ目に関してはG-DIRECT限定販売となる。
後に「lifetime」以外の13曲にタイアップが付いた。タイアップ曲の数ではGLAYのアルバムとしては最多。また『太鼓の達人』とのコラボサイトも開設された。

## 記録
週間チャート（オリコン）では、初週で52,642枚を売り上げ『JUSTICE』以来4年半ぶり、通算14作目となる1位を獲得。

## 収録曲
1. シン・ゾンビ
  - 作詞・作曲：HISASHI 編曲:GLAY&亀田誠治

『太鼓の達人』タイアップソング
53rdシングル「G4・IV」の収録曲「彼女はゾンビ」を基に作成された曲。
楽曲中にも『太鼓の達人』の要素が含まれており、和田どん役のならはしみきが収録に参加している。
2. 微熱Ⓐgirlサマー
  - 作詞・作曲：HISASHI 編曲:GLAY&亀田誠治

コンタクト専門店アイシティ 2015年夏のキャンペーンCMソング
52ndシングル「HEROES／微熱Ⓐgirlサマー／つづれ織り〜so far and yet so close〜」の2曲目。
3. XYZ
  - 作詞・作曲：TAKURO 編曲:GLAY&亀田誠治

Red Bull Air Race Chiba 2017テーマソング
4. 超音速デスティニー
  - 作詞・作曲：HISASHI 編曲:GLAY&亀田誠治

テレビアニメ『クロムクロ』第2クールオープニングテーマ
54thシングル「[DEATHTOPIA]」の2曲目。
5. ロングラン
  - 作詞・作曲：TAKURO 編曲:GLAY&亀田誠治 ストリングス編曲:亀田誠治

北海道マラソンオフィシャルソング
6. the other end of the globe
  - 作詞：TERU＆TAKURO、作曲：TERU 編曲:GLAY&亀田誠治 ストリングス編曲:亀田誠治、DJ Mass、SHOKO MOCHIYAMA

MBS/TBSドラマ『ファイナルファンタジーXIV 光のお父さん』主題歌
レコチョク2017年7月TVCMタイアップソング
7. デストピア
  - 作詞・作曲：HISASHI 編曲:GLAY&亀田誠治

テレビアニメ『クロムクロ』第1クールオープニングテーマ
54thシングル「[DEATHTOPIA]」の1曲目。
8. HEROES
  - 作詞・作曲：TERU 編曲:GLAY&亀田誠治

テレビ東京系アニメ『ダイヤのA -SECOND SEASON-』オープニングテーマ
テレビ神奈川 第97回全国高等学校野球選手権神奈川大会中継テーマソング
52ndシングル「HEROES／微熱Ⓐgirlサマー／つづれ織り〜so far and yet so close〜」の1曲目。
9. SUMMERDELICS
  - 作詞：TAKURO、作曲：JIRO 編曲:GLAY&亀田誠治

TBS系テレビ『王様のブランチ』2017年7月度エンディングテーマ
10. 空が青空であるために
  - 作詞・作曲：TERU 編曲:GLAY&亀田誠治

テレビ東京系アニメ『ダイヤのA-SECOND SEASON-』オープニングテーマ
53rdシングル「G4・IV」の4曲目。
前曲とイントロがつながっている。
11. Scoop
  - 作詞：TAKURO、作曲：JIRO 編曲;GLAY&亀田誠治

テレビ朝日系『お願い!ランキング』2016年1月度エンディングテーマ
53rdシングル「G4・IV」の2曲目のアルバムバージョン。
TAKUROのギターソロとアウトロがライブアレンジされている。
12. 聖者のいない町
  - 作詞・作曲：TAKURO 編曲:GLAY&亀田誠治 ホーン編曲:亀田誠治

BSテレビ局・Dlife『MACGYVER/マクガイバー』エンディング曲
13. Supernova Express 2017
  - 作詞・作曲：TAKURO 編曲:GLAY&亀田誠治

JR北海道・北海道新幹線開業イメージソング
53rdシングル「G4・IV」の3曲目「Supernova Express 2016」のアルバムバージョン。
アウトロに北海道新幹線の車内放送が追加されている。
14. lifetime
  - 作詞・作曲：JIRO 編曲:GLAY&亀田誠治

本作唯一のノンタイアップ、およびフェードアウトで終わる楽曲。

### Single Track Only Live＠函館アリーナ（DVD・Blu-ray）
2015年7月25日と26日の2日間にわたって行われた函館アリーナのこけら落とし公演より、26日の公演を完全収録。
DVDはCD+2DVD盤、Blu-rayはG-DIRECT限定盤に収録。
1. My Private "Jealousy"
2. 天使のわけまえ
3. 疾走れ!ミライ
4. とまどい
5. SOUL LOVE
6. a Boy〜ずっと忘れない〜
7. Way of Difference
8. グロリアス
9. 真夏の扉
10. Bible
11. ずっと2人で…
12. HOWEVER
13. いつか
14. 微熱Ⓐgirlサマー
15. THOUSAND DREAMS
16. 百花繚乱
17. 誘惑
18. HEROES

アンコール
1. 紅と黒のMATADORA
2. サバイバル
3. 彼女の“Modern…”
4. BLEEZE
5. MUSIC LIFE

### PV集『VIDEO GLAY 7』（Blu-ray）
G-DIRECT限定盤のみ。
1. SCREAM
2. ANSWER
3. ASHES-1969-
4. SORRY LOVE
5. VERB
6. 紅と黒のMATADORA
7. I LOVE YOUをさがしてる
8. SAY YOUR DREAM
9. 春までは
10. I am xxx
11. LET ME BE Live Ver. 2009-2010 at makuhari messe
12. 誘惑
13. Apologize
14. Precious
15. Satellite of love
16. everKrack
17. My Private "Jealousy"
18. Time for Christmas
19. 君にあえたら
20. Bible
21. JUSTICE [from] GUILTY
22. 運命論
23. Eternally
24. DARK RIVER
25. DIAMOND SKIN
26. BLEEZE
27. 百花繚乱
28. 疾走れ!ミライ
29. さくらびと
30. 外灘SAPPHIRE ～スタジオセッションVer～
31. YOU ～スタジオセッションVer～
32. 黒く塗れ! ～スタジオセッションVer～
33. BLEEZE ～スタジオセッションVer～
34. HEROES
35. 微熱Ⓐgirlサマー
36. つづれ織り〜so far and yet so close〜
37. 彼女はゾンビ
38. Scoop
39. Supernova Express 2016
40. 空が青空であるために
41. デストピア/超音速デスティニー
42. the other end of the globe

### GLAY Documentary（Blu-ray）
G-DIRECT限定盤のみ。
・SUMMERDELICS High-Resolution Audio 

・GLAY Documentary Film Part 1 ～ 俺(TERU)にVENEZIAでライブをさせてくれ編～ 

・GLAY Documentary Film Part 2 ～GLAY史上最大の作戦編～

### Single Track Only Live＠函館アリーナ（ライブCD）
G-DIRECT限定盤のみ。
1. My Private "Jealousy"
2. 天使のわけまえ
3. 疾走れ!ミライ
4. とまどい
5. SOUL LOVE
6. a Boy〜ずっと忘れない〜
7. Way of Difference
8. グロリアス
9. 真夏の扉
10. ずっと2人で…
11. HOWEVER
12. いつか
13. 微熱Ⓐgirlサマー
14. THOUSAND DREAMS
15. 誘惑
16. HEROES

### HIGHCOMMUNICATIONS TOUR Supernova 16.3.4 ロームシアター京都（ライブCD）
G-DIRECT限定盤のみ。
1. SE
2. Scoop
3. 千ノナイフガ胸ヲ刺ス
4. 汚れなきSEASON
5. laotour 〜震える拳が掴むもの〜
6. 冬の遊歩道
7. 100万回のKISS
8. More than Love
9. MERMAID
10. Believe in fate
11. SORRY LOVE
12. カナリヤ
13. 航海
14. 空が青空であるために
15. 百花繚乱
16. BEAUTIFUL DREAMER
17. Supernova Express 2016

### HIGHCOMMUNICATIONS TOUR Supernova reprise 16.11.10 下北文化会館（ライブCD）
G-DIRECT限定盤のみ。
1. SE
2. MIRROR
3. デストピア
4. Scoop
5. 千ノナイフガ胸ヲ刺ス
6. Freeze My Love
7. 誘惑
8. 生きてく強さ
9. THINK ABOUT MY DAUGHTER
10. BELOVED
11. 都忘れ
12. 彼女はゾンビ
13. 微熱Ⓐgirlサマー
14. 時計
15. BLEEZE
16. 彼女の“Modern…”
17. HIGHCOMMUNICATIONS

### HIGHCOMMUNICATIONS TOUR Never Ending Supernova 17.5.4 足利市民会館（ライブCD）
G-DIRECT限定盤のみ。
1. SE
2. the other end of the globe
3. THE FRUSTRATED
4. DIAMOND SKIN
5. ASHES -1969-
6. BROTHEL CREEPERS
7. BE WITH YOU
8. May Fair
9. SOUL LOVE
10. MERMAID
11. FRIEDCHICKEN & BEER
12. WORLD’S END
13. 時計
14. XYZ
15. CRAZY DANCE
16. ピーク果てしなく ソウル限りなく
17. HEROES

### その他（グッズ等）
豪華BOX仕様
G-DIRECT限定盤のみ。
- ビニールバッグ入り
- アナログ盤サイズブックレット
- バンダナ
- ステッカー
- ポスター

## 参加ミュージシャン
- 永井利光 - ドラム演奏(#4,5,6,7,8,9,10,12,13,14)
- 宮上元克 - ドラム演奏(#1)
- 澤村小夜子 (ねごと) - ドラム演奏(#2)
- 玉田豊夢 - ドラム演奏(#3)
- クハラカズユキ - ドラム演奏(#11)
- 村山☆潤 - ピアノ演奏(#8)
- 斎藤有太 - ピアノ、オルガン(#10,12,14)
- DJ Mass - プログラミング
- 持山翔子 - プログラミング
- 須原杏 - バイオリン(#6)
- 村田泰子 - バイオリン(#6)
- 内田佳宏 - チェロ演奏(#6)
- 今野均 - ストリングス(#5)
- 西村浩二 - トランペット(#12)
- 山本拓夫 - サックス演奏(#12)
- 村田陽一 - トロンボーン演奏(#12)
- 田中基之(FPM) - ポスプロ
- 冨田謙(FPM) - プログラミング
- 亀田誠治 - コーラス(#1,2)
- ペコ丸 - コーラス(#1,2)
- お芋 - コーラス(#1,2)
- DODO - コーラス(#1,2)
- Paige - コーラス(#1,2)
- 茂木淳一 - ナレーション(#1)
- ANNINNA - ナレーション(#1)
- ならはしみき - ナレーション(#1)
- 豊田泰孝 - マニピュレーション(#3,4,7,8,9,10,12,13)